# Biriatou
Biriatou (tiếng Basque Biriatu) là một xã thuộc tỉnh Pyrénées-Atlantiques trong vùng Aquitaine ở tây nam nước Pháp. Xã này nằm ở khu vực có độ cao trung bình 100 mét trên mực nước biển.
Xã nằm bên rìa một ngọn đồi vươn lên ở phía đông đến ngọn núi nhỏ Xoldokogaina (486 m).